# Station Ermont-Halte
Station Ermont-Halte is een spoorwegstation aan de spoorlijn Ermont-Eaubonne - Valmondois. Het ligt in de Franse gemeente Ermont in het departement Val-d'Oise (Île-de-France).

## Ligging
Het station ligt op kilometerpunt 15,553 van de spoorlijn Ermont-Eaubonne - Valmondois (nulpunt in Saint-Denis).

## Diensten
Het station wordt aangedaan door treinen van Transilien lijn H tussen Paris-Nord en Persan - Beaumont, via Ermont - Eaubonne

## Vorig en volgend station
| Richting          | Vorig station           | Lijn    | Volgend station   | Richting   |
| ----------------- | ----------------------- | ------- | ----------------- | ---------- |
| Persan - Beaumont | Gros Noyer - Saint-Prix | Trans H | Ermont - Eaubonne | Paris-Nord |